# Order from Chaos
Order from Chaos ist eine US-amerikanische Death-Metal-Band aus Kansas City, Missouri.

## Geschichte
Order from Chaos wurde 1987 gegründet. Im Januar 1988 entstand das Demo Demo I in der Garage des Gitarristen Chuck Keller mit einem Vierspurgerät, das Cover entnahm er einer Kolumne des Kansas City Star. Von der Kassette wurden etwa 75 bis 100 Exemplare verkauft. Im Juli folgte Inhumanities, laut Keller bei einem seltsamen Produzenten entstanden, der aussah wie Weird Al Yankovic und deshalb von der Band Tony „Weird Al“ Walters genannt wurde. Von Januar bis Juli 1989 nahm die Band Crushed Infamy auf. Da der Vater von Kellers damaliger Freundin ein Studio besaß und die Band mochte und ihre Disziplin und Hingabe respektierte, aber laut Keller die Musik nicht verstand, stellte er Order from Chaos sein Studio zur Verfügung und half der Band aus. Von Crushed Infamy konnte die Band 1.000 Exemplare verkaufen. Die Band erregte so die Aufmerksamkeit von Putrefaction Records, wo die EP Will to Power in einer 1.100er-Auflage erschien.
Für das Debütalbum Stillbirth Machine hatte ursprünglich Wild Rags Records die Rechte. Order from Chaos wurde im November 1992 entlassen, bekam jedoch das Material nicht zurückgesandt, und die Band konnte nichts gegen die Veröffentlichung bei Wild Rags tun. Im Frühling 1993 gestaltete die Band eine bei Decapitated Records geplante Version des Albums, die vollkommen von der bei Wild Rags abweichen sollte. Die letztlich veröffentlichte Decapitated-Version sah jedoch in keiner Weise nach dem aus, was Order from Chaos entworfen hatte. Entsprechend sieht die Band sie als Bootleg an. Von falsch geschriebenen Namen über fehlende Wörter in den Liedtiteln habe sie zahlreiche Zeichen eines Amateur-Werks. Im Dezember 1993 nahm die Band ihr zweites Album Dawn Bringer auf, das jedoch erst 1995 erschien. Eine geplante Vinyl-Version von Dawn Bringer mit kostenloser zusätzlicher Live-EP wurde von der Plattenfirma verworfen.
Die Band gab einige Konzerte in ihrer Heimatstadt Kansas City, Missouri, wobei sie wegen Feuerspuckens, des Werfens von Knochen und ihrer Bühnenpräsenz in sämtlichen Clubs Lokalverbote bekam. Dafür trat die Band unter anderem in Milwaukee, Omaha, Fort Wayne, Manassas, New Haven und New York auf. Der New-York-Auftritt von 1994 (bekannt als Deathstock) gilt als repräsentativ für Order from Chaos und unter den Konzertbesuchern als legendär. 1994 erschien Plateau of Invincibility im untypischen 10”-Format. Der Tonträger enthielt unter anderem zwei Venom-Coverversionen. Keller begründete die Wahl damit, dass niemand mehr Maxi-Singles veröffentlichte, insbesondere keine Metal-Bands mehr, und das Format der Band mehr Freiraum für ihre Gestaltung gegeben. Neben der auf ungefähr 1.500 Exemplare limitierten Vinyl-Version erschien eine CD-Version, die außerdem die Live-EP Live into Distant Fears enthielt. Die Live-EP entstand im selben Studio wie alle Aufnahmen seit Plateau of Invincibility.
Während der Arbeit am dritten Album An Ending in Fire war ein Ende der Band abzusehen. Laut Keller veränderte Pete Helmkamp das Cover ohne Kellers und Mike Millers Zustimmung und veränderte die Reihenfolge der Titelliste ebenfalls ohne Rücksprache mit ihnen. Er habe dies später damit zu erklären versucht, dass sie nicht mehr zusammen in einer Band gewesen seien und er daher nicht der Ansicht gewesen sei, dass er sie hätte konsultieren müssen. Mit dem Album endete auch Order from Chaos. Die Band hatte von vornherein festgelegt, nicht mehr als drei Alben aufzunehmen. Am 22. April 1995 spielte die Band ein letztes Mal vor Freunden in Kansas City. Das Album wurde letztlich 1998 veröffentlicht. Außerdem wurde Stillbirth Machine zusammen mit Crushed Infamy von Osmose Productions wiederveröffentlicht.
Nach dem Ende der Band gründete Helmkamp Angelcorpse und Terror Organ. Keller und Mike Miller gründeten Vulpecula und Ares Kingdom. 2005 veröffentlichte Merciless Records die Kompilation Imperium – The Apocalyptic Visions mit Raritäten, darunter Demos, Live-Aufnahmen von 1994 und Proberaumaufnahmen.
2010 kam es zu einer Live-Wiedervereinigung. Order from Chaos trat auf dem Nuclear War Now! Fest Vol. II auf. 2014 brachte Nuclear War Now! Productions das Box-Set Frozen in Steel heraus.

## Musikstil und Texte
Frank Stövers veränderte Version einer Einleitung von HEKSHEIM/Henry Leirvoll assoziiert Order from Chaos mit älteren europäischen Bands wie Bathory, Sodom, Venom, Celtic Frost und der australischen Band Slaughter Lord. Auch William Work von AllMusic gibt Venom, Bathory und Celtic Frost als Inspiration der Band an. Er definiert ihren Stil als rohe, chaotische und schnelle Musik zwischen Thrash und Death Metal. Keller gab an, das Ideal der Band sei stets gewesen, so originell wie möglich zu sein. Für die Arbeit an ihrem letzten Lied There Lies Your Lord, Father of Victories brauchte er zwei Jahre, wobei er Passagen, die sich nach bereits vorhandenem Material der Band anhörten, verwarf. Bei Order from Chaos führte Helmkamp die Welt in sein Konzept der häretischen Suprematie (Heretic Supremacy) ein, wobei einige Texte von okkulter Symbolik durchdrungen und direkt auf Helmkamps Conqueror Manifesto bezogen waren. Nuclear War Now! Productions bezeichnet Order from Chaos als überlegenen Metal jenseits der Genre-Kategorisierungen.
Laut Keller waren die Versionen der Lieder auf Demo I „ultra-primitiv“. Der Klang auf Inhumanities war laut Keller „sehr unklar und atmosphärisch“, ließ ihr musikalisches Talent jedoch durchscheinen. In einer Rezension zum Demo im Slayer schrieb Metalion, dass der Bandname besser zu einer Hardcore-Punk-Band passe. Jedoch spiele die Band Death Metal, der allerdings kein typisch US-amerikanischer, sondern eher europäischer Death Metal sei. Er zog einen Vergleich zu frühen Sodom und alten Bathory. Die Lieder seien recht lang: Bei einer Gesamtlänge von knapp 30 Minuten enthalte das Demo nur vier Lieder.
Das Cover zu Crushed Infamy stammt von George Grosz und drückt laut Keller Grosz’ Geringschätzung für die Menschheit nach dem Ersten Weltkrieg aus. Die Produktion der EP Will to Power bezeichnet Keller als „erbärmlich“, womit sie als Nachfolger zu Crushed Infamy ungeeignet sei.
Ein Interview im Slayer von 1995 beinhaltet Äußerungen Helmkamps zu seiner weißen Abstammung, er beendete eine seiner Antworten mit „Sieg Heil“. Helmkamp zufolge hatte Adolf Hitler, ebenso wie Friedrich Nietzsche, Heinrich von Treitschke, Aleister Crowley und Niccolò Machiavelli unglaubliche Ideen, und bewundere diejenigen, die machtvoll dächten und handelten. Es sei jedoch Suizid, blind zu folgen, und nicht die Ziele des Selbst zu verfolgen führe zu Ignoranz und Sklaverei. Metalion schrieb zurückblickend in Metalion: The Slayer Mag Diaries, er habe sich in einer früheren Ausgabe des Fanzines gegen Nazis geäußert und nun Helmkamp eine Plattform für Äußerungen zu seinem weißen europäischen Erbe geboten. Er sei zu der Zeit nicht sehr wertend gewesen. Order from Chaos wurde von der Anti-Defamation League in die Liste White Power Music Groups aufgenommen. Auf die Frage, ob er davon wisse, antwortete Keller:

“I had no idea. Evidently they never bothered to read our lyrics -- which are the antithesis of those moronic and hateful ideologies. Clearly the OFC entry was not well researched.”

„Ich hatte keine Ahnung. Offensichtlich haben sie sich nie bemüht, unsere Texte zu lesen – die die Antithese zu diesen idiotischen und hasserfüllten Ideologien sind. Der OFC-Eintrag war eindeutig nicht gut recherchiert.“

Helmkamp gab an, er habe nie genau verstanden, wie er auf Fragen wie die nach seiner Reaktion auf Bigotterie-, NS- oder Faschismusvorwürfe antworten solle, da er weit davon entfernt sei. Er sei aber an jeder Art von Extremismus interessiert, eben wegen der Extreme. Extremismus sei gewissermaßen in jeder Form ein falscher Weg, der alles andere um sich herum ausschließe und nur eine Linie vorgebe. Auch verteidigte er die Band Blasphemy als „eine der brutalsten und schwärzesten Bands auf dem Planeten“, und wer sich nur für die „Rasse“ der Mitglieder interessiere, solle sich „verpissen“.
Laut Keller ist der Klang auf An Ending in Fire „unglaublich, aber nicht zu sauber“ und das Album ein passendes Epitaph. Mors Dalos Ra von Necros Christos beschreibt die Musik auf dem Album als „[k]osmische Schwärze gepaart mit wahnwitzigem Riffing“ und zählt das Album als Klassiker des Black Metal und „absolutes Meisterwerk“ auf. Order from Chaos sei „[e]ine der unterbewertetsten Bands aller Zeiten – drauf geschissen, ob das jetzt Black Metal ist oder nicht“.

## Diskografie
- 1988: Demo I
- 1988: Inhumanities
- 1988: Rehearsal, December 25, 1988
- 1989: Crushed Infamy
- 1990: Will to Power (EP)
- 1992: Stillbirth Machine
- 1992: Alienus Sum (Promo)
- 1994: Jericho Trumpet (EP)
- 1994: Live into Distant Fears (Live-EP)
- 1994: Plateau of Invincibility (EP)
- 1995: Dawn Bringer
- 1996: And I Saw Eternity (EP)
- 1998: Stillbirth Machine / Crushed Infamy (Kompilation)
- 1998: An Ending in Fire
- 2005: Imperium – The Apocalyptic Visions
- 2005: Frozen in Steel (Box-Set)